# Les Taureaux de Dallas
Pour plus de détails, voir Fiche technique et Distribution.
Les Taureaux de Dallas, également connu sous le titre 40 Hommes à battre (North Dallas Forty) est un film sportif américain de 1979 mettant en vedette Nick Nolte, Mac Davis et G. D. Spradlin qui se déroule dans le monde décadent du football professionnel américain à la fin des années 1970. Il a été réalisé par Ted Kotcheff et adapté du roman à succès de Peter Gent de 1973. Le scénario était de Kotcheff, Gent, Frank Yablans et Nancy Dowd (non-crédité). Il s'agissait du premier rôle au cinéma de Davis, un artiste populaire de musique country.

## Synopsis
À la fin des années 1970, Phil Elliott joue au poste de receveur large pour l'équipe de football professionnelle des North Dallas Bulls, basée à Dallas, au Texas, qui ressemble beaucoup aux Cowboys de Dallas.
Bien que considéré comme possédant « les meilleures mains du jeu », Elliott, vieillissant, a été mis sur le banc et s'appuie fortement sur des analgésiques. Elliott et le populaire quarterback Seth Maxwell sont des joueurs exceptionnels, mais ils caractérisent l'atmosphère de fête alimentée par la drogue, le sexe et l'alcool de cette époque. Elliott veut seulement jouer au jeu, prendre sa retraite et vivre dans une ferme équestre avec sa petite amie Charlotte, une écrivaine en herbe qui semble financièrement indépendante grâce à un fonds en fiducie de sa riche famille et qui n'a aucun intérêt pour le football.
Les Bulls jouent pour l'emblématique Coach Strother, qui ferme les yeux sur tout ce que ses joueurs peuvent faire en dehors du terrain ou sur tout ce que ses entraîneurs adjoints et entraîneurs tolèrent pour garder ces joueurs dans le match. L'entraîneur se concentre sur les « tendances » des joueurs, une mesure quantitative de leurs performances, et semble moins préoccupé par l'aspect humain du jeu et des joueurs. Un joueur, Shaddock, s'adresse finalement à l'entraîneur adjoint Johnson : "Chaque fois que j'appelle ça un "jeu", vous appelez cela une "entreprise". Et chaque fois que j'appelle cela une "entreprise", vous appelez cela un "jeu". " Les entraîneurs manipulent Elliott pour convaincre une recrue plus jeune et blessée de l'équipe de commencer à utiliser des analgésiques.
L'attitude non conformiste d'Elliott suscite la colère de l'entraîneur à plusieurs reprises, et à un moment donné, l'entraîneur informe Elliott que son attitude continue pourrait affecter sa future carrière avec les Bulls. Lors du dernier match de la saison, Elliott attrape une passe de touché alors qu'il ne reste plus de temps au compteur pour amener North Dallas à un point de son rival de division Chicago, mais les Bulls perdent le match en raison d'un snap mal géré lors de la tentative de point supplémentaire. Lors d'une réunion avec les propriétaires de l'équipe et l'entraîneur Strother, Elliott apprend qu'un détective de Dallas a été embauché par les Bulls pour le suivre. Ils révèlent la preuve de sa consommation de marijuana et d'une relation sexuelle avec une femme nommée Joanne, qui a l'intention d'épouser le directeur de l'équipe Emmett Hunter, le frère du propriétaire Conrad Hunter. Il est vaguement sous-entendu qu'Emmett pourrait être gay, et c'est pourquoi elle est allée voir Elliott pour ses besoins sexuels. Bien que le détective ait vu le quarterback Seth Maxwell adopter un comportement similaire, il fait semblant de ne pas l'avoir reconnu. Ils disent à Elliott qu'il doit être suspendu sans salaire en attendant une audience de la ligue, et Elliott, convaincu que toute l'enquête n'est qu'un prétexte pour permettre à l'équipe d'économiser de l'argent sur son contrat, quitte l'équipe, disant aux frères Hunter qu'il le fait. pas si besoin de leur argent.
Alors qu'il quitte le siège de l'équipe au centre-ville de Dallas, Elliott tombe sur Maxwell, qui semble l'attendre. Elliott l'informe qu'il a démissionné, ce qui incite Maxwell à lui demander si son nom a été évoqué lors de la réunion. Elliott en déduit que Maxwell était au courant de l'enquête depuis le début. Alors qu'Elliott s'éloigne, Maxwell se souvient brièvement de leur temps ensemble sur et en dehors du terrain de football. Maxwell incite Elliott à se retourner et lui lance un ballon de football, mais Elliott le laisse le frapper à la poitrine et tomber incomplet alors qu'il hausse les épaules et jette ses bras sur les côtés, signifiant qu'il en a vraiment fini avec le jeu.

## Fiche technique
- Titre français : Les Taureaux de Dallas ou Quarante Hommes à battre ou Le Dernier Majeur[1]
- Titre original : North Dallas Forty
- Réalisation : Ted Kotcheff
- Scénario : Ted Kotcheff, Frank Yablans et Peter Gent d'après le livre de ce dernier
- Photographie : Paul Lohmann
- Musique : John Scott
- Pays d'origine :  États-Unis
- Genre : comédie dramatique
- Date de sortie : 
  - États-Unis : 3 août 1979
  - France : 26 novembre 1980

## Distribution
- Nick Nolte : Phillip Elliott
- Mac Davis : Seth Maxwell
- Charles Durning : Coach Johnson
- Dayle Haddon : Charlotte Caulder
- Bo Svenson : Jo Bob Priddy
- John Matuszak : O. W. Shaddock
- Steve Forrest : Conrad Hunter
- G. D. Spradlin : B. A. Strothers
- Dabney Coleman : Emmett Hunter
- Walter Brooke : Docteur
- Jane Daly : Ruth
- Kevin Cooney : Pete
- Tony Frank : Rindquist
- Doug France : Alcie Weeks
- Debbie Turner : Invitée à la fête
- Louie Kelcher : Joueur de football américain